# Ciągnik samolotowy

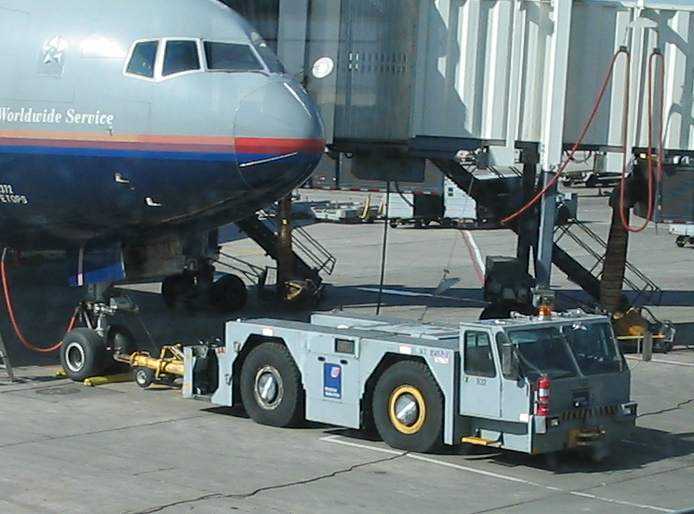
Ciągnik samolotowy

Ciągnik samolotowy, pushback – pojazd służący do przeciągania samolotów na terenie lotniska. Ze względu na sposób podłączenia samolotu wyróżnia się ciągniki dyszlowe i bezdyszlowe.